# 競書誌
競書誌（きょうしょし）、または競書雑誌（きょうしょざっし）は、主に教育系の書道団体が発行する定期雑誌である。
掲載された手本を元に、毎月決まった課題を練習し、清書した作品の優劣によって段級位を認定する仕組みが一般的である。
一般の書店での販売はほぼないため、購読希望の際は各団体から直接取り寄せる必要がある（書道用品店で閲覧できるものもある）。

## 主な競書誌
一般向け、学生向け、硬筆主体のものなど、各団体でも複数種類を発行している。
| 発行元・書道団体              | 誌名                     | 対象             | 内容                                   | 創刊               |        |
| ----------------------------- | ------------------------ | ---------------- | -------------------------------------- | ------------------ | ------ |
| 書海社                        | 書海                     | 一般             | 毛筆（漢字、かな）                     | 1921年（大正10年） | [ 1 ]  |
| 書海社                        | 学生書海                 | 学生、一般       | 毛筆（漢字、かな）、硬筆               | 1921年（大正10年） | [ 1 ]  |
| 日本習字学会                  | 習字クラブ               | 学生、一般       | 毛筆（漢字、かな）、硬筆               |                    | [ 2 ]  |
| 日本ペン習字研究会 （学文社） | ペンの光                 |                  | 硬筆（漢字、かな、筆ペン）             | 1932年（昭和7年）  | [ 3 ]  |
| 日本書道学院 （学文社）       | 書の光                   | 高校、一般       | 毛筆（漢字、かな、賞状）               | 1935年（昭和10年） | [ 4 ]  |
| 日本書道学院 （学文社）       | 学年習字                 | 幼年〜中学       | 毛筆、硬筆                             | 1935年（昭和10年） | [ 4 ]  |
| 書星会                        | 書星                     | 高校、一般       | 毛筆（漢字、かな）                     | 1938年（昭和13年） | [ 5 ]  |
| 書星会                        | 書星の友                 | 幼年〜中学       | 毛筆                                   | 1938年（昭和13年） | [ 5 ]  |
| 書壇院                        | 書壇                     | 一般             | 毛筆（漢字、かな）南画、日本文、篆刻   | 1945年（昭和20年） | [ 6 ]  |
| 書壇院                        | 学生書壇                 | 幼年〜高校       |                                        | 1945年（昭和20年） | [ 6 ]  |
| 書道芸術院                    | 書道芸術                 | 高校、一般       | 毛筆（漢字、かな）、硬筆               |                    | [ 7 ]  |
| 書道芸術院                    | 書道芸術学生版           | 幼年〜中学       | 毛筆（漢字）、硬筆                     |                    | [ 7 ]  |
| 全日本書芸文化院              | 全書芸                   | 高校、一般       | 毛筆（漢字、かな）                     | 1950年（昭和25年） | [ 8 ]  |
| 全日本書芸文化院              | 全書芸 学生版            | 幼年〜中学       | 毛筆（漢字、かな）、硬筆               | 1950年（昭和25年） | [ 8 ]  |
| 全日本書芸文化院              | ペン全書芸               | 高校、一般       | 硬筆                                   | 1950年（昭和25年） | [ 8 ]  |
| 日本書道教育学会              | 不二 一般版              | 大学、一般       | 毛筆（漢字、かな、他）、篆刻           | 1950年（昭和25年） | [ 9 ]  |
| 日本書道教育学会              | 不二 中高版              | 中学、高校       | 毛筆（漢字、かな）、硬筆               | 1950年（昭和25年） | [ 9 ]  |
| 日本書道教育学会              | 不二 小学上級版          | 小学4〜6年       | 毛筆、硬筆                             | 1950年（昭和25年） | [ 9 ]  |
| 日本書道教育学会              | 不二 小学初級版          | 幼年〜小学3年    | 毛筆、硬筆                             | 1950年（昭和25年） | [ 9 ]  |
| 日本書道教育学会              | ぺんの力                 |                  | 硬筆（つけペン、筆ペン）               | 1950年（昭和25年） | [ 9 ]  |
| 清和書道会                    | 清和                     |                  | 毛筆（漢字、かな）                     |                    | [ 10 ] |
| 雪心会                        | 新書鑑                   | 高校、一般       | 毛筆（漢字、かな）                     | 1975年（昭和50年） | [ 11 ] |
| 雪心会                        | 雪心                     | 幼年〜中学       | 毛筆（漢字、かな）、硬筆               | 1951年（昭和26年） | [ 11 ] |
| 大日本書芸院                  | 日本書芸 一般部          | 高校、一般       | 毛筆                                   |                    | [ 12 ] |
| 大日本書芸院                  | 日本書芸 学生部          | 幼年〜中学       | 毛筆                                   |                    | [ 12 ] |
| 東京書道院                    | 書苑                     | 学生、一般       | 毛筆（漢字、かな）、硬筆               | 1953年（昭和28年） | [ 13 ] |
| 書象会                        | 書象                     | 幼年〜高校、一般 | 毛筆（漢字、かな）、硬筆               | 1956年（昭和31年） | [ 14 ] |
| 日本書道芸術院                | 書藝                     | 幼年〜高校、一般 | 毛筆（漢字、かな）、硬筆               |                    | [ 15 ] |
| 日本書道院                    | 日本書道                 | 学生、一般       | 毛筆（漢字、かな）                     | 1957年（昭和32年） | [ 16 ] |
| 清風会                        | 清風                     |                  | 毛筆（漢字）                           |                    | [ 17 ] |
| 書耿出版                      | 書耿（しょこう）         | 幼年〜高校、一般 | 毛筆（漢字、かな）、硬筆               |                    | [ 18 ] |
| 北海書人社                    | 書現（旧誌名：北海書人） | 幼年〜中学、一般 | 毛筆（漢字、かな）、硬筆、細字         | 1968年（昭和43年） | [ 19 ] |
| 大東文化大学書道研究所        | 大東書道                 | 高校、一般       | 毛筆（漢字、かな）                     | 1969年（昭和44年） | [ 20 ] |
| 大東文化大学書道研究所        | 大東書道                 | 幼年〜中学       | 毛筆、硬筆                             | 1969年（昭和44年） | [ 20 ] |
| 日本書道研究会                | 書の心                   | 幼年〜一般       | 毛筆（漢字、かな）、硬筆               | 1969年（昭和44年） | [ 21 ] |
| 随鷗書道会                    | 書作                     | 高校、一般       | 毛筆（漢字、かな）                     | 1970年（昭和45年） | [ 22 ] |
| 随鷗書道会                    | 書作 ジュニア版          | 幼年〜中学       | 毛筆（漢字、かな）、硬筆               | 1973年（昭和48年） | [ 22 ] |
| 玄游会                        | 玄游                     |                  | 毛筆（漢字、かな）、硬筆               |                    | [ 23 ] |
| 一東書道会                    | 一東                     | 学生、一般       | 毛筆（漢字、かな）                     | 1977年（昭和52年） | [ 24 ] |
| 書道笹波会                    | 月刊書道 笹波            | 高校、一般       | 毛筆（かな、漢字、ペン）               |                    | [ 25 ] |
| 書道笹波会                    | 月刊書道 ささなみ 学生版 | 小学、中学       | 毛筆（かな、漢字）、硬筆               |                    | [ 25 ] |
| 日本教育書道研究会            | 書の教室                 | 高校、一般       | 毛筆（漢字、かな）、硬筆               | 1978年（昭和53年） | [ 26 ] |
| 日本教育書道研究会            | 学生書の教室（D）        | 小学6年〜中学    | 毛筆（漢字、かな）、硬筆               | 1978年（昭和53年） | [ 26 ] |
| 日本教育書道研究会            | 学生書の教室（A〜C）     | 幼年〜小学5年    | 毛筆、硬筆                             | 1978年（昭和53年） | [ 26 ] |
| 日本教育書道研究会            | 独習のできるペン字教室   |                  | 硬筆                                   | 1980年（昭和55年） | [ 26 ] |
| 香瓔会                        | 書香                     | 高校、一般       | 毛筆（漢字、かな）                     |                    | [ 27 ] |
| 香瓔会                        | かおり                   | 幼年〜中学       | 毛筆（漢字、かな）                     |                    | [ 27 ] |
| 書魁社                        | 書魁                     | 幼年〜高校、一般 | 毛筆（漢字、かな）、硬筆               |                    | [ 28 ] |
| 日本書学研究会                | 書の美                   | 幼年〜一般       | 毛筆（かな、漢字）、硬筆               |                    | [ 29 ] |
| 日本書蒼院                    | 書蒼                     | 幼年〜高校、一般 | 毛筆（漢字、かな）、硬筆               |                    | [ 30 ] |
| 佑育書道会                    | 書佑                     | 学生、一般       | 毛筆（漢字、かな）、硬筆               | 2014年（平成26年） | [ 31 ] |
| 全国書教研連盟                | 書研                     | 幼年〜高校、一般 | 毛筆、硬筆                             |                    | [ 32 ] |
| 太源書道会                    | 太源誌                   | 学生、一般       | 毛筆（漢字、かな）、硬筆               |                    | [ 33 ] |
| 書源社                        | 書源                     | 高校、一般       | 毛筆（漢字、かな）、硬筆、篆刻         |                    | [ 34 ] |
| 書源社                        | みなもと                 | 小学、中学       | 毛筆（漢字、かな）、硬筆               |                    | [ 34 ] |
| 貞香会                        | 書範                     | 学生、一般       | 毛筆（漢字、かな）、硬筆（小学生のみ） |                    | [ 35 ] |
| 水明書道会                    | 月刊 水明                | 幼年〜一般       | 毛筆（漢字、かな）、硬筆、篆刻         | 1949年（昭和22年） |        |